# Bedfordshire
Bedfordshire is een ceremonieel graafschap in Engeland, in dit geval zonder bestuurlijke functie, doordat het - sinds 2009 - volledig opgesplitst is in unitary authorities. Het ligt in de Engelse regio East of England en telt 381.572 inwoners. De oppervlakte bedraagt 1192 km².
Het gebied grenst aan Cambridgeshire, Northamptonshire, Buckinghamshire en Hertfordshire. De graafschaphoofdstad is Bedford, in het noorden van de regio.

## Demografie
Van de bevolking is 14,0 % ouder dan 65 jaar. De werkloosheid bedraagt 2,5 % van de beroepsbevolking (cijfers volkstelling 2001).
Het aantal inwoners steeg van ongeveer 355.900 in 1991 naar 381.572 in 2001.

## Overzicht districten
| Lokaal bestuurde gebieden en plaatsen | Lokaal bestuurde gebieden en plaatsen    |
| Nr.                                   | District                                 |
| ------------------------------------- | ---------------------------------------- |
| 1                                     | Bedford (unitary authority)              |
| 2                                     | Central Bedfordshire (unitary authority) |
| 3                                     | Luton (unitary authority)                |

| Detailkaart |
| ----------- |
|             |

Tot 2009 waren Mid Bedfordshire en South Bedfordshire aparte districten.

## Plaatsen
| - Ampthill - Barton-Le-Clay - Bedford (hoofdstad) - Biggleswade - Beeston - Clapham - Clophill - Cranfield - Dunstable - Eversholt - Flitwick - Hockliffe - Kempston | - Leighton Buzzard - Luton - Marston Moretaine - Millbrook - Old Warden - Sandy - Shefford - Stotfold - Studham - Silsoe - Toddington - Whipsnade - Woburn |

Bedfordshire · Berkshire · City of Bristol · Buckinghamshire · Cambridgeshire · Cheshire · Cornwall · Cumbria · Derbyshire · Devon · Dorset · Durham · East Riding of Yorkshire · East Sussex · Essex · Gloucestershire · Greater London · Greater Manchester · Hampshire · Herefordshire · Hertfordshire · Isle of Wight · Kent · Lancashire · Leicestershire · Lincolnshire · City of London · Merseyside · Norfolk · Northamptonshire · Northumberland · North Yorkshire · Nottinghamshire · Oxfordshire · Rutland · Shropshire · Somerset · South Yorkshire · Staffordshire · Suffolk · Surrey · Tyne and Wear · Warwickshire · West Midlands · West Sussex · West Yorkshire · Wiltshire · Worcestershire
Overig: Stedelijke en niet-stedelijke graafschappen · Traditionele graafschappen
Bath and North East Somerset* · Bedfordshire · Berkshire · Blackburn & Darwen* · Blackpool* · Bournemouth* · Brighton & Hove* · Bristol* · Buckinghamshire · Cambridgeshire · Cheshire · Cornwall · Cumbria · Darlington* · Derby* · Derbyshire · Devon · Dorset · Durham · East Riding of Yorkshire* · East Sussex · Essex · Gloucestershire · Greater London · Greater Manchester · Halton* · Hampshire · Hartlepool* · Herefordshire* · Hertfordshire · Hull* · Isle of Wight* · Kent · Lancashire · Leicester* · Leicestershire · Lincolnshire · Luton* · Medway* · Merseyside · Middlesbrough* · Milton Keynes* · Norfolk · Northamptonshire · Northumberland · North East Lincolnshire* · North Lincolnshire * · North Somerset* · North Yorkshire · Nottingham* · Nottinghamshire · Oxfordshire · Peterborough* · Plymouth* · Poole* · Portsmouth* · Redcar & Cleveland* · Rutland* · Shropshire · Somerset · Southend-on-Sea* · Southampton* · South Gloucestershire* · South Yorkshire · Staffordshire · Stockton-on-Tees* · Stoke-on-Trent* · Suffolk · Surrey · Swindon* · Telford & Wrekin* · Thurrock* · Torbay* · Tyne & Wear · Warrington* · Warwickshire · West Midlands · West Sussex · West Yorkshire · Wiltshire · Worcestershire · York* 
Overig: Ceremoniële graafschappen · Traditionele graafschappen
Bedfordshire · Berkshire · Buckinghamshire · Cambridgeshire · Cheshire · Cornwall · Cumberland · Derbyshire · Devon · Dorset · Durham · Essex · Gloucestershire · Hampshire · Herefordshire · Hertfordshire · Huntingdonshire · Kent · Lancashire · Lincolnshire · Leicestershire · Middlesex · Norfolk · Northamptonshire · Northumberland · Nottinghamshire · Oxfordshire · Rutland · Shropshire · Somerset · Staffordshire · Suffolk · Surrey · Sussex · Warwickshire · Westmorland · Wiltshire · Worcestershire · Yorkshire
Overig: Stedelijke en niet-stedelijke graafschappen · Traditionele graafschappen